# 마리오 베르티니
마리오 베르티니(이탈리아어: Mario Bertini ˈmaːrjo berˈtiːni[*], 1944년 1월 7일, 토스카나 주 프라토 ~)는 이탈리아의 전직 축구 선수로, 현역 시절 수비수와 미드필더로 활약했다. 현역 선수로서, 베르티니는 이탈리아의 엠폴리, 피오렌티나, 인테르나치오날레, 프라토, 그리고 리미니에서 뛰었다. 이 중 인테르나치오날레에 9년을 몸담으며, 1971년에 세리에 A를 우승했다. 국가대표팀에서, 그는 이탈리아 국가대표팀 경기에 1966년부터 1972년까지 25번 출전해 2번 골망을 흔들었고, 1970년 월드컵 준우승의 주역이었다.

## 클럽 경력
세리에 A에서 베르티니는 몇 이탈리아 구단에서 활약했다: 엠폴리(1963-64), 피오렌티나(1964-68), 그리고 대부분을 활약한 인테르나치오날레(1968-77)에서 활약했는데, 1971년에 작은 방패를 획득했다. 그는 1966년에 피오렌티나 소속으로 코파 이탈리아와 미트로파컵 2관왕도 달성했다. 그는 초년에 프라토(1962-63)에서 활약하며 세리에 C를 1963년에 우승하기도 했다. 그는 1978년에 리미니(1977-78)에서 세리에 B 1시즌을 끝으로 은퇴했다.

## 국가대표팀 경력

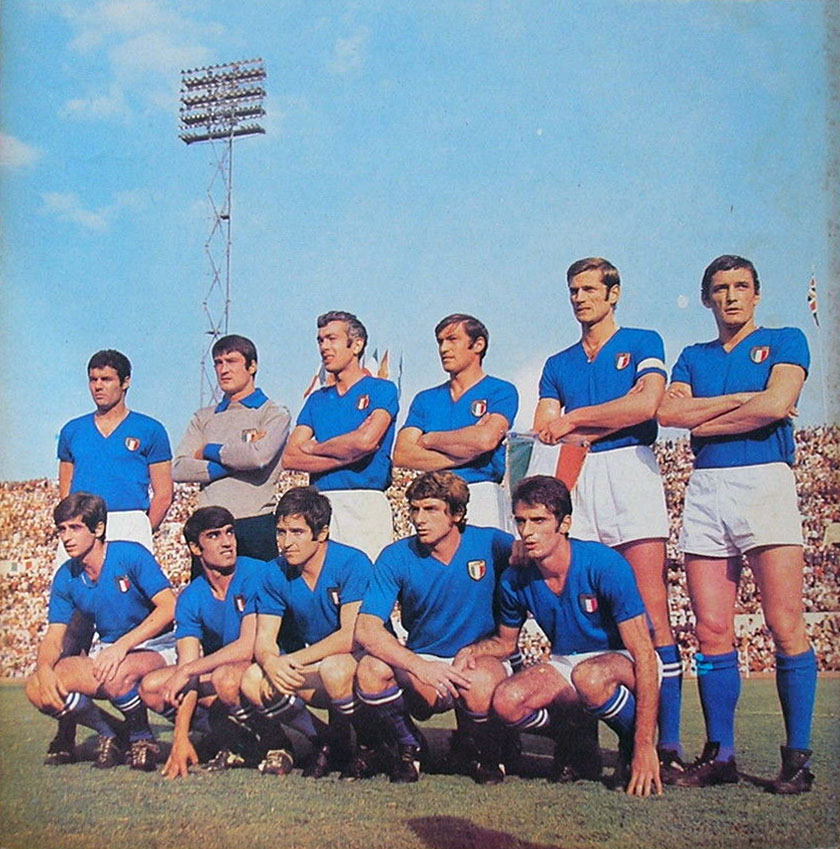
1969년, 이탈리아 국가대표팀의 베르티니(앞줄, 오른쪽에서 2번째)

베르티니는 1966년에서 1972년까지 이탈리아 국가대표팀에서 25경기 출전했다. 그는 1966년 월드컵에서 이탈리아의 최종 22인 명단에 이름을 올리지 못했지만, 에드몬도 파브리 감독은 그를 루이지 리바와 함께 잉글랜드에 국가대표팀에서 경험을 쌓을 예비 선수로 동행했다. 베르티니는 1970년 월드컵에 등번호 10번을 달고 참가했고, 이탈리아는 이 대회에서 준우승의 성과를 냈다. 결승전에서, 그는 펠레를 견제하여 활동 범위를 위험 구역 밖으로 묶도록 임무를 받았지만, 이탈리아는 결국 브라질에 1-4로 무릎을 꿇었다.

## 경기 방식
빠르며, 만능의, 근면한 수비형 미드필더인 베르티니는 체력, 힘, 그리고 견제력 외에도 수비적 능력으로 수비수로도 역할을 수행하는데 문제가 없었다. 그는 본래 공을 회수하는 역할을 맡았지만, 만능 미드필더였기에 중원에서 득점을 강하게 차넣어 노릴 수도 있었고, 페널티 킥 주자로 정확하게 마무리하고, 위험 구역으로 뒤에서 쇄도하는 데에도 일가견이 있었다.

## 수상
프라토
- 세리에 C: 1962–63

피오렌티나
- 코파 이탈리아: 1965–66
- 미트로파컵: 1966

인테르나치오날레
- 세리에 A: 1970–71